# Club Penguin Rewritten
Club Penguin Rewriten fue un Fangame de 2017 basado en el videojuego multijugador masivo en línea Club Penguin. Fue creado por dos desarrolladores independientes como una alternativa al juego original, que Disney cerró el 29 de marzo de 2017. Como proyecto voluntario, Rewritten tenía elementos del juego que alguna vez estuvieron limitados a miembros pagos en Club Penguin y que estaban disponibles para todos en el juego. Después de que Club Penguin dejó de operar, el equipo de desarrollo de Rewritten se expandió. El juego se creó a partir de archivos Flash preexistentes y simulaba versiones anteriores del juego original, pero se distinguía por la ausencia de monetización y compras dentro del juego.
Club Penguin Rewritten se lanzó el 12 de febrero de 2017 y rápidamente acumuló una gran comunidad en línea, especialmente durante la pandemia de COVID-19. Adolescentes y adultos jóvenes que habían jugado el juego original recurrieron a esta versión para organizar eventos dentro del juego y encontrar una forma de escapismo. Durante este periodo, Rewritten se convirtió en escenario de actividades como speedruns y un concierto virtual para el álbum Color Theory de Soccer Mommy. Un miembro del equipo informó que, en ese tiempo, el juego registraba un promedio de 30 000 nuevos usuarios al día.
El remake fue elogiado por su atmósfera nostálgica, su enfoque en la comunidad y la libertad creativa que ofrecía a los jugadores. Lance Priebe, uno de los desarrolladores originales de Club Penguin, reconoció el impacto social de Rewritten, destacando su capacidad para conectar a las personas y brindar entretenimiento durante la pandemia.
El juego fue cerrado el 13 de abril de 2022, tras una solicitud por parte de Disney. La Policía de la Ciudad de Londres intervino para continuar una investigación por derechos de autor. Tres sospechosos fueron arrestados. Antes de su cierre, el juego había acumulado más de 11 millones de usuarios registrados.

## Jugabilidad y desarrollo
Club Penguin Rewritten fue una recreación fiel de Club Penguin, un juego multijugador masivo en línea desarrollado originalmente por New Horizon Interactive y adquirido por Disney en 2007. Conservaba gran parte de la jugabilidad y políticas del juego original, incluido un equipo de moderación dedicado y un sistema de filtrado de chat. Una de sus principales atracciones era la eliminación de la membresía paga, permitiendo a los jugadores obtener cualquier objeto del juego de forma gratuita. Para captar a una audiencia más amplia, Rewritten incluía versiones anteriores de Club Penguin junto con la última versión pública disponible. Según New Statesman informó que la jugabilidad de Rewritten ofrecía menos restricciones, incorporaba mecánicas de juego clásicas y contaba con servidores capaces de soportar hasta dos millones de jugadores simultáneamente.
Club Penguin Rewritten fue desarrollado de manera voluntaria por fanáticos del juego original. Dos desarrolladores semianónimos, conocidos como Codey y Hagrid, lideraron su creación mientras eran estudiantes con sede en la Unión Europea. Con experiencia previa en proyectos similares, ofrecieron Rewritten como software gratuito. Su principal objetivo era preservar el legado del juego original, a pesar de no contar con el permiso oficial de Disney. La base del juego se desarrolló mediante la restauración del código fuente original en Flash. Tras el cierre de Club Penguin el 30 de marzo de 2017, Rewritten ganó prominencia y atrajo la atención de los medios.En ese momento, sus creadores argumentaron que el juego estaba protegido por las leyes de uso justo de los Estados Unidos.En su página legal, Rewritten incluía una exención de responsabilidad que lo describía como una "recreación independiente del Club Penguin de Disney" y afirmaba "no estar afiliado a Disney Interactive ni a Club Penguin Inc." El cierre del Club Penguin original impulsó la expansión del equipo de Rewritten, que comenzó a ofrecer soporte técnico y moderación a través de correo electrónico. En una declaración al New Statesman vía Twitter, los desarrolladores señalaron que buscaban garantizar una experiencia de juego agradable, segura y atractiva para una audiencia nostálgica, así como para nuevos jugadores interesados en interactuar globalmente. Para ello, se comprometieron a mantener el juego "lo más auténtico posible", al tiempo que introducían nuevas características para mantener el interés.

## Lanzamiento y recepción
Club Penguin Rewritten fue estrenado el 12 de febrero de 2017.New York informó que Rewritten vio una afluencia de usuarios durante la pandemia de COVID-19 y lo calificó como un "fandom próspero". El juego estaba compuesto principalmente por adolescentes y adultos jóvenes que habían jugado al original y encontraron en el remake una forma de escapismo durante la pandemia. Club Penguin Rewritten aprovechó el crecimiento de su comunidad organizando recreaciones virtuales de eventos como bailes de graduación y ceremonias que fueron cancelados debido a la pandemia. Según The Hollywood Reporter, la mayoría de los jugadores eran estudiantes de secundaria y universitarios. La mayoría de los jugadores de Club Penguin Rewritten provenían de Estados Unidos. En abril de su año de lanzamiento, el juego alcanzó los 100,000 jugadores registrados, y el 4 de octubre del mismo año superó el millón de registros.
Kotaku describió el juego como el servidor privado más popular, un término usado para describir las recreaciones de Club Penguin, y destacó la comunidad de speedrunning del juego. El cierre de otros servidores privados, como el de Club Penguin Online en 2020, contribuyó al creciente auge de Rewritten. El 3 de abril de 2020, la cantautora Soccer Mommy organizó un concierto virtual para su álbum Color Theory a través del sitio como parte de una tendencia en Internet de presentaciones de videojuegos musicales influenciadas por la pandemia. Allison expresó que Club Penguin era "un juego que todos recordamos de nuestra infancia" y destacó el deseo nostálgico de regresar a él durante la pandemia: "Siento que mucha gente estaba haciendo lo mismo que yo: volver a iniciar sesión mientras estábamos todos encerrados y jugar [...] simplemente por diversión".
En una entrevista con The Hollywood Reporter, Lance Priebe, uno de los desarrolladores de Club Penguin, destacó positivamente el papel de Rewritten como herramienta de comunicación durante la pandemia. En marzo de 2020, un miembro del equipo de Rewritten informó que el juego registraba un promedio de 30.000 nuevos usuarios diarios. Los desarrolladores describieron la cultura de Rewritten como un fenómeno impulsado por redes sociales como Vine y por tradiciones icónicas del juego original, como "inclinar el iceberg". En abril de 2020, Disney presentó un aviso de DMCA a Google, expresando su inquietud sobre el dominio Club Penguin Rewritten y alegando que este infringía su marca registrada Club Penguin. Un segundo aviso fue enviado un mes después. Google no respondió ni actuó al respecto. Para finales de 2020, se estimaba que Rewritten había alcanzado los ocho millones de usuarios registrados.

## Cierre
El 13 de abril de 2022, la City of London Police cerró Club Penguin Rewritten. La página principal fue reemplazada por un mensaje que indicaba: "This site has been taken over by Operation Creative, Police Intellectual Property Crime Unit (PIPCU)" (español: Este sitio ha sido tomado por Operation Creative, Unidad de Delitos contra la Propiedad Intelectual de la Policía"). Thorn, moderador de Rewritten, emitió un aviso en el servidor oficial de Discord del juego, informando que el juego "se cerraría de inmediato debido a una solicitud completa de Disney". La policía estaba investigando posibles infracciones de derechos de autor, tras el control del sitio web por parte de los desarrolladores. El detective Daryl Fryatt, de la PIPCU, confirmó que el 12 de abril de 2022, tres personas relacionadas con el juego fueron arrestadas por "sospecha de distribuir materiales que infringen los derechos de autor". Los sospechosos fueron liberados dos días después para colaborar en la investigación.
Rewritten tenía más de 11 millones de usuarios registrados y 140.000 miembros en su servidor de Discord luego de su cierre. Slate informó que otros servidores privados vieron un aumento en el número de registros después del cierre de Club Penguin Rewritten, y los jugadores notaron que el juego había comenzado a incluir brevemente publicidad a cambio de recompensas dentro del juego. El moderador BigChun confirmó que se empezaron a colocar anuncios en Club Penguin Rewritten desde mediados de 2020, explicando que "ejecutar un juego como este cuesta dinero". En respuesta, Lane Merrifield, uno de los tres cofundadores de Club Penguin, opinó en Twitter que Disney no comprendía "que controlar la propiedad intelectual a expensas de la comunidad la devaluará, no la preservará". Lance Priebe, otro cofundador de Club Penguin, elogió la comunidad creada por Rewritten, pero expresó su preocupación por la seguridad de los niños en servidores privados. Por su parte, el streamer estadounidense Ludwig Ahgren criticó el cierre, calificándolo de "exagerado" y considerando que era una medida demasiado extrema para un juego infantil.